# Porcellio andreinii
Porcellio andreinii là một loài chân đều trong họ Porcellionidae. Loài này được Arcangeli miêu tả khoa học năm 1913.